# 伊藤ウロコ
有限会社伊藤ウロコ（いとううろこ）は、東京都江東区の豊洲市場にあるゴム長靴製造、販売会社である。

## 概要
手作りのゴム長靴専門店として河岸での信頼が厚く、1970年代には築地のゴム長靴のうち7割のシェアを持っていた。
その後は安い塩化ビニール製の長靴が進出しシェアを落とすものの、ゴム長靴の販路を新たにアウトドアへも広げている。また、ハローキティなどの限定Tシャツの販売を始めた。

## 歴史
前身は日本橋で下駄を取り扱っていた商店であり、創業は明治43年にまでさかのぼる。魚河岸との付き合いは、この時期に魚河岸の人のために板割り草履を考案することから始まった。明治後期にゴムが輸入されるようになると、伊藤ゴムを興し、ゴム長靴を作るようになった。
その後、昭和に入りゴム長靴専門店として伊藤ウロコと名称を改め、ゴム長靴だけでなく河岸用品も取り扱うようになった。
2018年10月に所在していた築地市場の関連棟が市場本体とともに豊洲市場に移転し、登記上も移転した。

## 伊藤ウロコのゴム長靴
伊藤ウロコのゴム長靴は、通称「白ウロコ」と呼ばれる。天然ゴムを使用しており、魚河岸用として長年改良を加えられてきた製品は、市販の塩化ビニール製のものに比べ「脂に強いゴム長であること、特殊素材で“ムレにくい”長靴であること、速乾、抗菌、防臭加工がしてあること、天然ゴムは環境にも足にも優しく、冬でも硬くならない」という。
また、上記に加えて「滑りにくい」「丈夫」「足音が静か」「ぬかるみにはまっても脱げづらい」といった特徴も持っており、バードウォッチングや釣り用としても好評だという。
他にも、衛生面を意識して、白い天然ゴム製の長靴も生産している。